# Bokmässan i São Paulo
São Paulos bokbiennal (portugisiska: Bienal Internacional do Livro de São Paulo) är en bokmässa som äger rum vartannat år i staden São Paulo i Brasilien, sedan augusti 1970. Deltagandet ligger kring 500 förlag och 700 000 besökare.